# Tienvingersysteem
Het tienvingersysteem is de meest gebruikte houding van de handen bij 'blind typen', waarbij de typist niet naar zijn vingers kijkt. De vingers worden zo geplaatst dat men snel kan typen zonder de positie van de handen te veranderen. Deze positie wordt hiernaast geïllustreerd voor het QWERTY-toetsenbord, maar is ook bruikbaar op andere toetsenborden met bijvoorbeeld de QWERTZ- of AZERTY-indeling.

## Positie van de hand

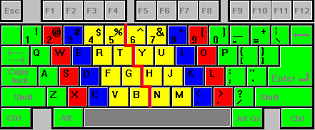
Het toetsenbord

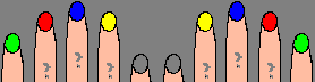
De vingers

De hand wordt voor het typen zo geplaatst dat de vingers op de basisrij rusten. De toetsen daarvan zijn voor de linkerhand "ASDF" en voor de rechterhand "JKL;". Deze uitgangspositie maakt het mogelijk ook de andere letter- en tekentoetsen te bedienen. Elk van de wijsvingers bedient twee toetsen naast elkaar (zie afbeelding). De kleuren geven aan welke vinger welke toetsen bedient. De duimen bedienen de spatiebalk. Veel typisten gebruiken overigens alleen de rechterduim.
Blind typen is ook mogelijk op het numerieke toetsenbord. Dat gebeurt alleen met de rechterhand. De middelvinger wordt geplaatst op de 5.

## Blind leren typen
Blind typen, dus zonder naar het toetsenbord te kijken, gaat het makkelijkst en het snelst met de hierboven beschreven uitgangspositie. Bij typecursussen wordt eerst de basisrij aangeleerd, daarna komen de andere toetsen aan de beurt. Als alle letters geleerd zijn, worden gedurende de rest van de cursus de snelheid en de accuratesse verhoogd. Snelle typisten kunnen zo'n 600 foutloze aanslagen per minuut halen.